# Namneték
Namneték, ókori kelta nép Gallia Lugdunensis nyugati részén. Julius Caesar korában a venetusok szövetségesei voltak. Fővárosuk Condivicum, a mai Nantes volt. Caesaron kívül Sztrabón is említi őket.